# Maria Alberti
Maria Agatha Alberti (* 14. November 1767 in Hamburg; † 1. Februar 1812 in Münster) war eine deutsche Malerin und Gründungsoberin der Clemensschwestern.

## Leben und Wirken
Maria Alberti war das elfte Kind des Hamburger Predigers Julius Gustav Alberti und hörte auf den Spitznamen „Miken“. Ersten Zeichenunterricht erhielt sie vermutlich von ihrem Schwager Friedrich Ludwig Heinrich Waagen, der in Hamburg eine Malschule leitete. Auch Franz Gareis, der häufig in ihrem Elternhaus zu Gast war, soll das künstlerische Talent von Maria Alberti gefördert haben. Auf einer der Gesellschaften im Haus ihrer ältesten Schwester, die mit Johann Friedrich Reichardt verheiratet war, soll sich Maria Alberti in den jungen Friedrich Toll verliebt haben. Letzterer, ein Freund von Ludwig Tieck, begann wenig später ein Studium in Frankfurt und starb dort im Herbst 1790 an einer Krankheit.
1795 besuchte Maria Alberti die Kunstakademie Dresden, wo sie Philipp Otto Runge und Daniel Chodowiecki kennenlernte. In den Jahren 1800–1801 pflegte Maria Alberti außerdem den schwer erkrankten Novalis. Als Porträtistin und Malerin von Andachtsbildern präsentierte Alberti im Jahr 1803 ihre erste Ausstellung, 1804 wurde sie durch die Kopie einer Madonna mit Kind bekannt, die auf der Kunstausstellung in Weimar präsentiert wurde. Im Programm der Allgemeinen Literaturzeitung lobt Johann Wolfgang von Goethe das „zarte Colorit“ und die „gemüthliche Innigkeit des Ausdrucks“ als „glücklich nachgeahmt“.
Im Sommer 1803 traf Maria Alberti in Dresden auf Sophie Tieck und deren Ehemann August Ferdinand Bernhardi. Letzterer soll die Malerin vergewaltigt und anschließend in Briefen an Ludwig Tieck als „gemeine Hure“ beschimpft haben. Maria Alberti wurde schwanger und Bernhardi erklärte sich widerstrebend bereit, die Kosten für das Wochenbett zu tragen, allerdings nicht ohne in seinen Briefen auf andere mögliche Väter zu verweisen. Auch Karl August Varnhagen von Ense erwähnt in seinem Tagebuch die Möglichkeit, dass Tieck der Vater des Kindes sei und Bernhardi lediglich die Schuld zuschieben wolle. Schließlich jedoch bekannte sich Bernhardi schriftlich zu dem Kind, wie seine Frau Sophie an August Wilhelm Schlegel berichtet. Das weitere Schicksal des Kindes ist unbekannt.
1806 kehrte Maria Alberti nach Hamburg zurück und pflegte hier zunächst ihre Mutter Dorothea Charlotte, anschließend ihre Schwester Johanna Louise und ihren Bruder Arnold. Nachdem Johanna Louise am 26. Mai 1807 verstorben war, bot ihr der Witwer der Schwester, Friedrich Ludwig Heinrich Waagen, eine Eheschließung an. Alberti, die zwischen 1800 und 1803 zum Katholizismus konvertiert war, bat Waagen, vor einer Heirat ebenfalls den katholischen Glauben anzunehmen, was dieser als formale Voraussetzung betrachtete und zusagte. Da er jedoch nicht aus innerer Überzeugung handelte, lehnte Alberti den Antrag letztlich ab. Sie ging daraufhin nach Münster, wo ihre Schwester Elisabeth Charlotte lebte. Diese war mit dem norwegischen Philosophen Jakob Nikolaus Müller verheiratet, der vermutlich einen Kontakt zwischen Alberti und Clemens August Droste zu Vischering herstellte. Zu Vischering bot Alberti eine Stelle als Oberin für eine neu zu gründende Gemeinschaft zur Krankenpflege an. Die im November 1808 eröffnete Kongregation der Clemensschwestern übernahm im 19. Jahrhundert eine Modellfunktion in der Krankenpflege.
Alle Ordensschwestern sowie Clemens August Droste zu Vischering erkrankten während der Arbeit in Militärhospitälern an Typhus. Alberti starb 1812 an den Folgen der Infektionskrankheit.